# Союз-40
Союз 40 — радянський космічний корабель (КК) серії «Союз», типу Союз 7К-Т. Серійний номер 56. Реєстраційні номери: NSSDC ID: 1981-042A; NORAD ID: 12454.
Вісімнадцятий політ до орбітальної станції Салют-6; шістнадцяте успішне стикування.
Старт і посадка з дев'ятим міжнародним екіпажем за програмою Інтеркосмос; екіпажем десятих відвідин (ЕО-10): Попов/Прунаріу.
Останній політ корабля типу Союз 7K-T.

## Параметри польоту
- Маса корабля — 6800 кг
- Нахил орбіти — 51,64°
- Орбітальний період — 89,06 хвилини
- Перигей — 198,1 км
- Апогей — 287 км

## Екіпаж
- Основний

Командир ЕП-10 Попов Леонід Іванович
Космонавт-дослідник ЕП-10 Прунаріу Думітру Дорін
- Дублерний

Командир ЕП-10 Романенко Юрій Вікторович
Космонавт-дослідник ЕП-10 Дедіу Думітру

## Хронологія польоту
Скорочення в таблиці: ПСП — передній стикувальний порт
Позначення на схемах: S6 — орбітальна станція «Салют-6»; F — корабель типу «Союз»; T — корабель типу «Союз T»
| Дата      | Час (UTC) | Подія | Схема                  |
| --------- | --------- | --- | ---------------------- |
| 1981 рік  |           | |                        |
| 14 травня | 17:16:38  | З космодрому Байконур ракетою-носієм Союз-У (11А511У) запущено КК Союз-40 з ЕП-10: Попов/Прунаріу.                                             | Союз Т-4+Салют-6       |
| 15 травня | 18:50     | Стикування КК Союз-40 з ЕП-10 до ЗСП комплексу Салют-6 — Союз-Т4. Екіпаж станції після стикування: Ковальонок/Савіних/Попов/Прунаріу.          | Союз Т-4+Сал-6+Союз-40 |
| 22 травня | 10:37     | Відстикування КК Союз-40 з ЕП-10 (Попов/Прунаріу) від ЗСП комплексу Салют-6 — Союз-Т4. Екіпаж станції після відстикування: Ковальонок/Савіних. | Союз Т-4+Салют-6       |
| 22 травня | 13:10?    | Гальмівний імпульс КК Союз-40. | Союз Т-4+Салют-6       |
| 22 травня | 13:58:30  | Посадка КК Союз-40 за 225 км на південний схід від міста Джезказган.                                                                           | Союз Т-4+Салют-6       |